# Theater heute

Theater heute est un magazine mensuel de langue allemande avec un accent particulier sur le théâtre. Le siège du magazine est établi à Berlin, en Allemagne.

## Histoire
Theater heute est fondé en 1960. Le magazine est publié mensuellement par Friedrich Berlin Verlag GmbH et est basé à Berlin. Le magazine propose des articles sur les représentations théâtrales en Allemagne et dans d'autres pays,.